# جايسون روجرز (ناشر)
جايسون روجرز (بالإنجليزية: Jason Rogers)‏ هو ناشر أمريكي، ولد في 5 أغسطس 1868، وتوفي في 26 أبريل 1932.